# Vuelo 9949 de Polar Airlines
El 2 de julio de 2013, el vuelo 9949 de Polar Airlines, un helicóptero Mil Mi-8 operado por Polar Airlines, se estrelló cerca de Deputatsky, una localidad urbana del distrito Ust-Yansky en la República de Sajá, Rusia, con 25 pasajeros (incluidos 11 niños) y tres miembros de la tripulación a bordo.Según un portavoz del Ministerio de Situaciones de Emergencia, 24 personas murieron en el accidente; los tres miembros de la tripulación y un niño sobrevivieron. Los primeros informes sugirieron que el piloto perdió el control del helicóptero debido a fuertes vientos. El accidente fue investigado por el Comité Interestatal de Aviación.

## Accidente
A las 22:00 hora local, la tripulación de vuelo pasó un examen médico previo al vuelo en el hospital local del pueblo de Deputatsky. Sin detectarse problemas de salud, se autorizó a la tripulación a operar el vuelo, programado para las 23:00 hora local. El mecánico de vuelo abasteció al helicóptero con 2800 litros de combustible resistente al hielo. A las 22:30, los pilotos recibieron el pronóstico meteorológico para la ruta, y al no encontrar preocupaciones, lo aprobaron.
A las 23:38, el piloto al mando solicitó despegar bajo reglas de vuelo visual y encender los motores, recibiendo confirmación para ambos. A las 23:51, el vuelo 9949 recibió autorización para despegar, 51 minutos después de la hora programada, y poco después despegó realizando un giro a la derecha. A las 23:58:46, la tripulación informó su estado a la oficina de despacho; esta fue la última comunicación por radio del vuelo 9949.
A las 00:13, el helicóptero se estrelló contra un afloramiento elevado, destruyendo completamente la aeronave. A las 00:34, el piloto al mando, utilizando un teléfono satelital, llamó para informar sobre el accidente, mencionando que había algunos sobrevivientes, pero también muchas más víctimas fatales. En total, los tres miembros de la tripulación y un pasajero sobrevivieron al accidente.